# Balangka (Barumun Tengah)
Balangka is een bestuurslaag in het regentschap Padang Lawas van de provincie Noord-Sumatra, Indonesië. Balangka telt 227 inwoners (volkstelling 2010).